# ディードー

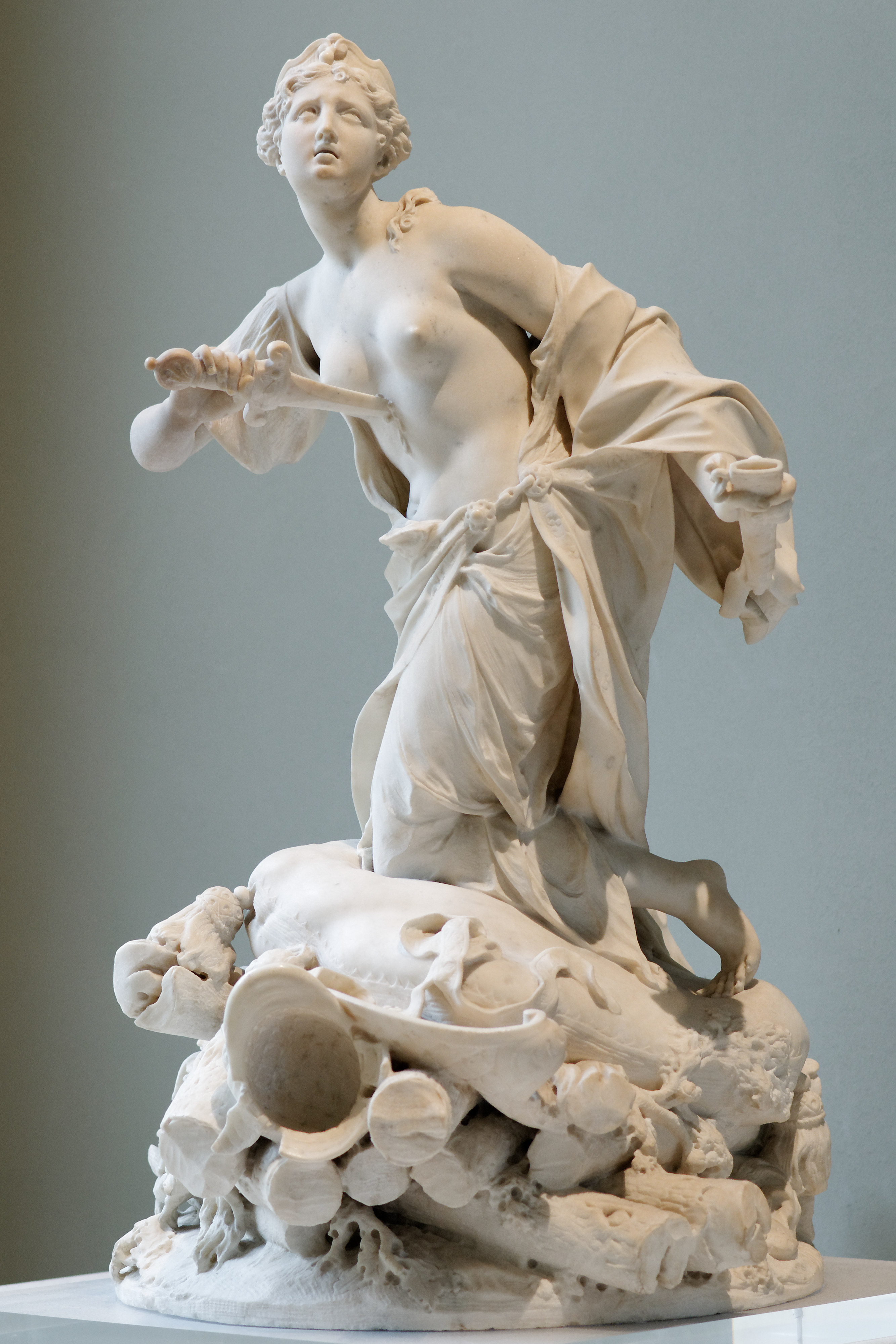
オーギュスタン・カイヨ（fr）作『ディードーの死』（1711年） ルーブル美術館所蔵

ディードー（古希: Διδώ, Dīdō, ラテン語: Dido）は、フェニキアの都市国家カルタゴを建国したと伝えられている伝説上の女王である。ギリシア神話・ローマ神話に登場する。長母音を省略してディド、ディドーとも表記される。
2006年よりチュニジアで発行されている10ディナール紙幣に肖像が使用されている。

## カルタゴの建国神話に基づく伝記
フェニキアの都市国家テュロスの国王の娘で幼名はエリッサ（Elissa）といった。父の弟でメルカルトの神官をしていたシュカイオスと結ばれて同じく巫女として仕えていた。父の死去の際、彼女と兄のピュグマリオーンが共同で国を治める様に遺言された。ところが、兄は王位の独占と叔父の財産目当てに遺言に違えてシュカイオスを暗殺し、ディードーの命をも狙った。そこで彼女は全てを捨てて心ある家臣たちとともに航海に出たのである。
ディードーの一行は途中キプロス島で豊饒の女神アスタルテーに仕える神官と神殿に献上される予定であった乙女達を受け入れながら旅を続け、現在の北アフリカ・チュニジアの地に辿り着いた。そこで彼女はこの地の王であるイアルバースに土地の分与を申し入れた。イアルバースは1頭の牝牛の皮が覆えるだけの土地であれば分与しても良いと応えた。そこで彼女は牝牛1頭分の皮を細かく引き裂いてビュルサの丘の土地を取り囲み、砦を築くだけの土地を得た。この地が後のカルタゴとなった。
古代ギリシアの歴史家ティーマイオスによれば、これを見たイアルバースは彼女の才能に惚れて求婚した。だが、亡き夫の死の際に決して再婚しないと誓っていた彼女はこれを拒んで火葬の炎の中に飛び込んで自らの命を絶ったという。

## 『アエネーイス』に基づく伝記
古代ローマの詩人ウェルギリウス作の叙事詩『アエネーイス』には、これとは違う物語が書かれている。
英雄アイネイアースは祖国トロイア滅亡後に仲間とともに流浪の末にカルタゴに漂着する。そこで彼は女王として国を治めているディードーに歓待を受ける。アイネイアースの母ウェヌス（アプロディーテー）は彼の身に危険が及ぶことを恐れ、クピードー（エロース）に命じてディードーに彼に対する愛を吹き込まさせる。そして、2人は愛し合うようになり契りを結ぶ。ところが、アイネイアースにイタリア半島に向かうように神託を下していたユーピテル（大神ゼウス）は、改めてメルクリウス（ヘルメース）に命じて神託の実行を促した。そこで彼はイタリア行きを決意して出発してしまう。アイネイアースに裏切られたディードーは悲嘆の余り、火葬の炎に身を焼かれて命を絶ったという（『アエネーイス』第4巻）。

## 派生作品
- 『ディドとエネアス』 - ヘンリー・パーセル作曲の歌劇。
- 『トロイアの人々』- エクトル・ベルリオーズ作曲の歌劇。
- 『捨てられたディド』 - この伝説を基にしたタルティーニのヴァイオリン・ソナタ。
- 『カルタゴを建設するディド』 - ジョゼフ・マロード・ウィリアム・ターナーの絵画。